# Forbundspræsident (Østrig)
 For alternative betydninger, se Forbundspræsident. (Se også artikler, som begynder med Forbundspræsident)
Forbundspræsidenten (tysk: Bundespräsident) er Østrigs statsoverhoved. Siden 1950 bliver præsidenten valgt for en 6-årig periode direkte af østrigske statsborgere (Østrigs forfatnings art. 60). Han kan kun genvælges for en umiddelbart følgende ny periode én gang, og kan dermed maksimalt være præsident uafbrudt i tolv år. Nuværende forbundspræsident er Alexander Van der Bellen.
Forbundspræsidentens opgaver og kompetencer er fastlagt i Østrigs forfatning. Sammenlignet med Tyskland og Schweiz har han i princippet flere opgaver og kompetencer. Hans magtbeføjelser er i de fleste tilfælde dog begrænset af, at han kun kan handle efter forslag fra Østrigs forbundsregering. I Østrigs første forfatning fra 1920 var præsidentens rolle begrænset til rent repræsentative opgaver, men forfatningsændringen i 1929 styrkede præsidentens rolle. Da den Anden Republik blev grundlagt efter 2. verdenskrig genindførte man forfatningen fra 1929 og dermed fastholdt man forbundspræsidentens forholdsvis stærke stilling i samfundet. I praksis har præsidenten en tilbageholden rolle, hvor han ikke blander sig i det politiske liv og koncentrerer sig om de repræsentative opgaver. Præsidenten fungerer således i høj grad som forfatningens "bagstopper".

## Kompetencer
Forbundspræsidenten har i følge forfatningen følgende kompetencer (den respektive artikel i forfatningen angivet i parentes):
- Udnævnelse af forbundsregeringen (art. 70). Ved udnævnelse af forbundskansleren er præsidenten i princippet frit stillet, men da Nationalrådet til enhver tid kan afsætte forbundskansleren eller regeringen gennem et mistillidsvorum, så er præsidenten i praksis nødt til at følge flertallet. Den enkelte minister og statssekretær udnævnes af forbundspræsidenten efter forslag fra forbundskansleren. Hermed kan præsidenten også afvise at udnævne enkelte ministre og statssekretærer.
- Afskedigelse af forbundsregeringen (art 70). Ved afsked af hele forbundsregeringen eller kun forbundskansleren er forbundspræsidenten ikke bundet af en begæring, dvs. at han har fuld selvstændig initiativret. Kun afsked af enkeltstående ministre skal ske efter forslag fra forbundskansleren.
- Opløsning af Nationalrådet (art. 29). Forbundspræsidenten kan efter begæring fra forbundsregeringen opløse Nationalrådet, dog kun én gang i samme anledning.
- Opløsning af en Landdag (art. 100). Forbundspræsidenten kan efter begæring fra forbundsregeringen og med tilslutning fra 2/3 af Forbundsrådets medlemmer opløse en Landdag. Det kan dog kun gøres én gang i samme anledning. Ved denne afstemning må landdagsrepræsentanterne fra den pågældende delstat ikke deltage.
- Underskrift af lovene (art 47). Forbundspræsidenten stadfæster i forbindelse med lovgivningsprocessen, at en lov overholder forfatningen. Hvis det er tilfældet, så skal præsidenten skrive under. Præsidenten har således ingen ret til forholde sig til selve lovens indhold.
- Øverstkommanderende for forbundshæren (art 80).
- Udpegning af embedspersoner (art. 65-66). Forbundspræsidenten kan udpege statstjenestemænd, officerer og dommere, herunder også forfatningsdommere efter forslag fra forbundsregeringen og parlamentet. Beføjelserne er som regel uddelegeret til resortministeren, dog udnævnes embedspersoner til de højeste embeder af præsidenten selv.
- Repræsentation af republikken overfor udlandet (art 65).
- Benådning af fanger (art. 65)
- Nødret. I tilfælde af en nødretssituation kan forbundspræsidenten efter forslag fra forbundsregeringen gennemføre en lovændrende forordning eller forlægge republikkens øverste organer eller Nationalrådet fra Wien til en anden by i Østrig. Beslutningen skal hurtigst muligt forelægges Nationalforsamlingen, der enten kan tiltræde beslutningen eller forkaste den.

## Valg af præsident
Forbundspræsidenten vælges af folket gennem lige, umiddelbar, hemmelig og personlig valgret. Får ingen kandidat ved første valgrunde mere end 50 % af de afgivne stemmer, så skal der gennemføres en ny valgrunde blandt de to kandidater, som har opnået flest stemmer. Hvis der kun opstiller én kandidat til præsidentvalget, så gennemføres valget som en afstemning.
Valgberettigede er enhver østrigsk statsborger (også bosiddende udenfor Østrigs grænser) der er fyldt eller på valgdagen fylder 16 år, og som ikke ved dom har mistet sin valgret.
Valgbar er enhver der er valgberettiget og er fyldt 35 år og ikke er medlem af en regerende forsamling.
Embedsperioden er seks år, og det er muligt at blive genvalgt én gang i umiddelbar forlængelse af den foregående periode. Et videre genvalg efter en afbrudt periode er teoretisk mulig, men dette er endnu ikke forekommet i Østrigs historie. Flere af forbundspræsidenterne er afgået ved døden under embedsperioden. Kun Rudolf Kirchschläger har til dato gennemført begge embedsperioder i sin fulde længde. Thomas Klestil døde kun tre dage før udløbet af sin anden valgperiode den 6. juli 2004.

## Seneste præsidentvalg
Valget til forbundpræsident foregik sidste gang i 2004 og havde følgende resultat:
| Valgdag           | 25. april 2004 |
| Stemmeberettigede | 6.030.982      |
| Valgdeltagelse    | 71,60 %        |
| Afgivne stemmer   | 4.318.439      |
| Ugyldige stemmer  | 182.423        |
| Gyldige stemmer   | 4.136.016      |

| Kandidat               | Stemmeantal | Andel   | Parti |
| ---------------------- | ----------- | ------- | ----- |
| Benita Ferrero-Waldner | 1.969.326   | 47,61 % | ÖVP   |
| Heinz Fischer          | 2.166.690   | 52,39 % | SPÖ   |

## Øvrigt

### Immunitet
Forbundspræsidenten nyder under sin embedsperiode immunitet for retslig forfølgelse. Immuniteten er bestemt i forfatningens artikel 63. Kun efter begæring fra Nationalrådet eller forbundsrådet med 2/3 flertal kan Forbundsforsamlingen sammenkaldes af forbundskansleren. Forsamlingen kan i følge forfatningens artikel 142 stille forbundspræsidenten for forfatningsdomstolen med anklage om brud på forfatningen (men ikke for brud på almindelige love).

### Afsættelse
Nationalrådet kan med 2/3 flertal forlange, at forbundskansleren indkalder Forbundsforsamlingen, som kan beslutte, at der afholdes en folkeafstemning om afsættelse af forbundspræsidenten. Under Nationalrådets beslutningsproces er forbundspræsidenten afskåret fra videre udøvelse af sit embede, og hans hverv udøves af Nationalrådspræsidiet (i alt 3 personer). Hvis folket gennem folkefstemningen afviser at afsætte præsidenten betragtes han som nyvalgt, og Nationalrådet opløses (forfatningens artikel 60).

### Forhindring af embedsførelse
Når forbundspræsidenten i en kortere periode er forhindret i at udøve sit hverv, stiller forbundskansleren i hans sted i op til 20 dage. Herefter overtager nationalrådspræsidiet. I tilfælde af varigt fravær (f.eks. dødsfald) overtager nationalrådspræsidiet straks funktionen som statsoverhoved indtil der har fundet nyvalg sted.

## Oversigt over Østrigs præsidenter
| Forbundspræsidenter under den første republik (1918-1938) |            |               |                     |  |
| Navn                                                      | Født - død | Embedsperiode | Parti               |  |
| Karl Seitz                                                | 1869-1950  | 1919–1920     | SDAPÖ               |  |
| Michael Hainisch                                          | 1858-1940  | 1920–1928     | partiløs            |  |
| Wilhelm Miklas                                            | 1872-1956  | 1928–1938     | krist.-social       |  |
|                                                           |            |               |                     |  |
|                                                           |            |               |                     |  |
| Forbundspræsidenter under den anden republik (fra 1945)   |            |               |                     |  |
| Navn                                                      | Født - død | Embedsperiode | Parti               |  |
| Karl Renner                                               | 1870-1950  | 1945-1950     | SPÖ                 |  |
| Theodor Körner                                            | 1873-1957  | 1951-1957     | SPÖ                 |  |
| Adolf Schärf                                              | 1890-1965  | 1957-1965     | SPÖ                 |  |
| Franz Jonas                                               | 1899-1974  | 1965-1974     | SPÖ                 |  |
| Rudolf Kirchschläger                                      | 1915-2000  | 1974-1986     | partiløs            |  |
| Kurt Waldheim                                             | 1918-2007  | 1986-1992     | ÖVP                 |  |
| Thomas Klestil                                            | 1932-2004  | 1992-2004     | ÖVP 1)              |  |
| Heinz Fischer                                             | 1938-      | 2004-2016     | SPÖ                 |  |
| Alexander Van der Bellen                                  | 1944-      | 2016-         | Løsgænger/De grønne |  |
| 1) Klestil blev i 1998 støttet af SPÖ, ÖVP og FPÖ         |            |               |                     |  |